# Marcel Escoffier
Marcel Escoffier est un costumier français, de son nom complet Marcel Delphin Escoffier, né à Monte-Carlo (Monaco) le 29 novembre 1910, mort à Ariccia (Italie) le 9 janvier 2001.

## Biographie
Après des études aux Arts Décoratifs à Paris, Marcel Escoffier débute comme assistant-décorateur au cinéma en 1938. En 1945, il assiste Christian Bérard sur La Belle et la Bête (sorti en 1946) de Jean Cocteau, qu'il retrouvera à trois reprises. S'il collabore surtout à des films français (outre Cocteau, de Jean Delannoy, Christian-Jaque, Jean Boyer, entre autres), il contribue également à des films italiens (ou coproductions italiennes et espagnoles), dont Senso de Luchino Visconti, en 1954. Après une quarantaine de films, le dernier en 1974, son ultime travail à l'écran est pour la télévision (la seule fois), avec la télésuite Jésus de Nazareth (1977) de Franco Zeffirelli.
Durant sa carrière, Marcel Escoffier est également costumier au théâtre (en France surtout, mais aussi deux fois pour la scène new-yorkaise, à Broadway) et à l'opéra (où il collabore notamment avec Zeffirelli, Herbert von Karajan, Maria Callas) — voir la liste sélective ci-dessous —.

## Filmographie
(a priori complète)
- 1938 : Trois Valses de Ludwig Berger[1]
- 1944 : Le Diable au collège (Il diavolo va in collegio) de Jean Boyer
- 1945 : Carmen de Christian-Jaque
- 1946 : La Belle et la Bête de Jean Cocteau
- 1946 : Le Pays sans étoiles de Georges Lacombe
- 1946 : L'Idiot de Georges Lampin
- 1948 : L'Aigle à deux têtes de Jean Cocteau
- 1948 : Rocambole (1re époque : Rocambole ; 2e époque : La Revanche de Baccarat) de Jacques de Baroncelli
- 1948 : Ruy Blas de Pierre Billon
- 1948 : Les Parents terribles de Jean Cocteau
- 1949 : Le Secret de Mayerling de Jean Delannoy
- 1949 : Singoalla de Christian-Jaque
- 1950 : Ballerina de Ludwig Berger
- 1950 : Dieu a besoin des hommes de Jean Delannoy
- 1950 : Orphée de Jean Cocteau
- 1951 : Le Garçon sauvage de Jean Delannoy
- 1952 : Fanfan la Tulipe de Christian-Jaque
- 1952 : Nez de cuir d'Yves Allégret
- 1952 : Violettes impériales (Violetas imperiales) de Richard Pottier
- 1953 : Lucrèce Borgia de Christian-Jaque
- 1953 : Senso de Luchino Visconti
- 1953 : La Belle de Cadix (La bella de Cádiz) de Richard Pottier et Eusebio Fernández Ardavín
- 1954 : La Belle Otero (La bella Otero) de Richard Pottier
- 1954 : Destinées, film à sketches, segment Lysistrata de Christian-Jaque
- 1954 : Madame du Barry de Christian-Jaque
- 1955 : Le Souffle de la liberté (Andrea Chénier) de Clemente Fracassi
- 1955 : Lola Montès de Max Ophüls
- 1955 : Nana de Christian-Jaque
- 1956 : Michel Strogoff de Carmine Gallone
- 1956 : Le Couturier de ces dames de Jean Boyer
- 1957 : Pot-Bouille de Julien Duvivier
- 1958 : La Tour, prends garde ! de Georges Lampin
- 1958 : Les Misérables de Jean-Paul Le Chanois
- 1959 : Les Garçons (La notte brava) de Mauro Bolognini
- 1960 : Et mourir de plaisir (Il sangue e la rosa) de Roger Vadim
- 1961 : Vive Henri IV, vive l'amour de Claude Autant-Lara (non crédité)[2]
- 1961 : La Princesse de Clèves de Jean Delannoy
- 1961 : Madame Sans-Gêne de Christian-Jaque
- 1964 : Lady L. de Peter Ustinov[3]
- 1964 : Les Deux Rivales (Gli indifferenti) de Francesco Maselli
- 1966 : La Femme perdue (La mujer perdida) de Tulio Demicheli
- 1967 : Sept fois femme (titre anglais : Woman Times Seven - titre italien : Sette volte donna), film à sketches de Vittorio De Sica
- 1967 : Jeux d'adultes (Il padre di famiglia) de Nanni Loy
- 1968 : Mayerling de Terence Young
- 1968 : Phèdre de Pierre Jourdan
- 1969 : La donna a una dimensione de Bruno Baratti
- 1971 : Les Mariés de l'an II de Jean-Paul Rappeneau
- 1974 : Le Voyage (Il viaggio) de Vittorio De Sica
- 1977 : Jésus de Nazareth (titre anglais : Jesus of Nazareth - titre italien : Gesù di Nazareth), télésuite de Franco Zeffirelli

## Contributions à la scène
(sélection)
Théâtre (pièces)
- 1952 : Sur la terre comme au ciel de Fritz Hochwälder, adaptée par Richard Thieberger et Jean Mercure, mise en scène de Jean Mercure, avec Jean Davy (Théâtre de l'Athénée, Paris)
- 1954 : Le Misanthrope de Molière, mise en scène de Jean-Louis Barrault, avec Madeleine Renaud, Jean-Louis Barrault, Pierre Bertin, Simone Valère, Jean Desailly (Théâtre Marigny, Paris ; production reprise notamment en 1956 au Théâtre des Célestins à Lyon, et en 1957 à Broadway, New York)
- 1960 : Les Joies de la famille de Philippe Hériat, mise en scène de Claude Sainval, décors de Léon Barsacq, costumes féminins de Pierre Cardin, avec Gaby Morlay, Marcel Cuvelier (Comédie des Champs-Élysées, Paris)
- 1963 : La Dame aux camélias (The Lady of the Camellias) d'Alexandre Dumas fils, adaptée par Terrence McNally, mise en scène et décors de Franco Zeffirelli, costumes féminins de Pierre Cardin, avec Susan Strasberg (Broadway, New York)
- 1968 : Phèdre de Jean Racine, décors de Léon Barsacq, avec Marie Bell, Jean Chevrier, Jacques Dacqmine (version filmée de Pierre Jourdan)

Opéras
- 1964 : Tosca de Giacomo Puccini, mise en scène, décors et costumes de Franco Zeffirelli (création des robes, pour Maria Callas, de Marcel Escoffier), avec Maria Callas, Renato Cioni, Tito Gobbi, chœurs et orchestre de la Royal Opera House de Covent Garden (Londres), direction musicale Carlo Felice Cillario
- 1964 : Norma de Vincenzo Bellini, mise en scène, décors et costumes de Franco Zeffirelli (création des robes, pour Maria Callas, de Marcel Escoffier), avec Maria Callas, Fiorenza Cossotto, chœurs et orchestre de l'Opéra de Paris, direction musicale Georges Prêtre
- 1965 : La Bohème de Giacomo Puccini, mise en scène et décors de Franco Zeffirelli, avec Mirella Freni, Gianni Raimondi, Rolando Panerai, chœurs et orchestre de la Scala de Milan, direction musicale Herbert von Karajan (version filmée de Wilhelm Semmelroth, disponible en DVD)
- 1966 : La Fille du régiment de Gaetano Donizetti, avec Joan Sutherland, Luciano Pavarotti, chœurs et orchestre de la Royal Opera House de Covent Garden (Londres), direction musicale Richard Bonynge (production reprise notamment en 1972, au Metropolitan Opera de New York)